# Торри-ди-Монкорву (район)
Торре-де-Монкорву (порт. Torre de Moncorvo) — район (фрегезия) в Португалии, входит в округ Браганса. Является составной частью муниципалитета Торре-де-Монкорву. По старому административному делению входил в провинцию Траз-уж-Монтиш и Алту-Дору. Входит в экономико-статистический субрегион Доуру, который входит в Северный регион. Население составляет 3033 человека на 2001 год. Занимает площадь 35,88 км².